# El bote, el río y la gente
El bote, el río y la gente  és una pel·lícula en blanc i negre de l'Argentina dirigida per Enrique Cahen Salaberry sobre el guió de Isaac Aisemberg i Carlos Aden que es va estrenar l'1 de juny de 1960 i que va tenir com a protagonistes Silvia Legrand, Luisa Vehil, Alberto Dalbes, María Vaner i Luis Tasca. Aquest film, rodat íntegrament al Delta del Paraná va ser el primer realitzat pel director de retorn a l'Argentina després d'haver filmat cinc pel·lícules a Espanya.
El film va ser guardonat amb el premi a la millor pel·lícula en idioma castellà en el Festival Internacional de Cinema de Mar del Plata de 1960.

## Sinopsi
Un grup de persones arriba un diumenge al Tigre i uneixen en una tarda els seus diferents punts de vista.

## Repartiment
| Actor              | Personatge      |
| ------------------ | --------------- |
| Silvia Legrand     |                 |
| Luisa Vehil        | Sra. Mendizabal |
| Alberto Dalbes     |                 |
| María Vaner        |                 |
| Luis Tasca         |                 |
| Fina Basser        |                 |
| Enrique Guarnero   |                 |
| Jorge Hilton       |                 |
| Alita Román        |                 |
| Alejandro Anderson |                 |
| Héctor Gancé       |                 |
| Emilio Alfaro      |                 |
| Jesús Pampín       |                 |
| Amalia Britos      |                 |
| Luis Yané          |                 |
| E. Yané            |                 |
| Guillermo Longoni  |                 |
| Alicia López Monet |                 |
| Carlos Carella     |                 |
| Libertad Leblanc   |                 |
| Víctor Martucci    |                 |
| Pedro Buchardo     |                 |

## Comentaris
Boris Zipman va opinar sobre el file:
| « | ”Un bot que parla, massa gent i falta d'humanitat…El director…no va comprendre el que estava fent. Va ignorar l'humà, deshilvanó en forma total l'acció, va demostrar el seu desconeixement dels matisos de l'emoció i va deixar que els actors recitessin emfàticament la seva part.” | » |

La Nación per la seva part va dir :
| « | ”que va guiar als libretistas d'aquest film és noble, però el resultat concret és epidèrmic.” | » |